# Comuna Vadul-Rașcov, Șoldănești
Comuna Vadul-Rașcov este o comună din raionul Șoldănești, Republica Moldova. Este formată din satele Vadul-Rașcov (sat-reședință) și Socola.

## Demografie
Conform datelor recensământului din 2014, comuna are o populație de 1.807 locuitori. La recensământul din 2004 erau 2.004 locuitori.

## Administrație și politică
Componența Consiliului local Vadul-Rașcov (9 consilieri), ales la 5 noiembrie 2023, este următoarea:
|  | Partid                                       | Consilieri | Componență | Componență | Componență | Componență | Componență |
|  | -------------------------------------------- | ---------- | ---------- | ---------- | ---------- | ---------- | ---------- |
|  | Partidul Socialiștilor din Republica Moldova | 5          |            |            |            |            |            |
|  | Partidul Acțiune și Solidaritate             | 3          |            |            |            |            |            |
|  | Partidul Liberal Democrat din Moldova        | 1          |            |            |            |            |            |